# Kanton Treffort-Cuisiat
Kanton Treffort-Cuisiat (fr. Canton de Treffort-Cuisiat) byl francouzský kanton v departementu Ain v regionu Rhône-Alpes. Skládal se z devíti obcí. Zrušen byl po reformě kantonů 2014.

## Obce kantonu
- Chavannes-sur-Suran
- Corveissiat
- Courmangoux
- Germagnat
- Meillonnas
- Pouillat
- Pressiat
- Saint-Étienne-du-Bois
- Treffort-Cuisiat